# Monognathus
Los monognátidos (Monognathidae) son una familia compuesta por un único género, Monognathus. Posee una boca grande en comparación con el resto de peces, y también carecen de una mandíbula superior. Las aletas dorsales y anales carecen de soportes óseos y el hocico tiene un colmillo que está conectado a las glándulas.

## Descripción
Mide aproximadamente de 4 a 10 centímetros (1,5 a 4 pulgadas), la longitud máxima registrada es de 15,9 centímetros (6,3 pulgadas).

## Distribución
Habita en todos los océanos del mundo a una profundidad mayor a los 2000 metros.

## Especies
Especies reconocidas:
- Monognathus ahlstromi Raju, 1974
- Monognathus berteli J. G. Nielsen & Hartel, 1996.
- Monognathus bertini Bertelsen & J. G. Nielsen, 1987.
- Monognathus boehlkei Bertelsen & J. G. Nielsen, 1987.
- Monognathus bruuni Bertin, 1936.
- Monognathus herringi Bertelsen & J. G. Nielsen, 1987.
- Monognathus isaacsi Raju, 1974.
- Monognathus jesperseni Bertin, 1936.
- Monognathus jesse Raju, 1974.
- Monognathus nigeli Bertelsen & J. G. Nielsen, 1987.
- Monognathus ozawai Bertelsen & J. G. Nielsen, 1987.
- Monognathus rajui Bertelsen & J. G. Nielsen, 1987.
- Monognathus rosenblatti Bertelsen & J. G. Nielsen, 1987.
- Monognathus smithi Bertelsen & J. G. Nielsen, 1987.
- Monognathus taningi Bertin, 1936.